# Johann Friedrich Gerhard
Johann Friedrich Gerhard (død 1748), var en maler fra Nordtyskland.
Johann Friedrich Gerhard kom til Danmark i Christian 6.’s tid og fik 1742 titel af kongelig kabinetsskildrer.
Han var en ikke synderlig produktiv, men flersidig kunstner: Portrætskildrer, dyremaler, lavede dyre kabinetsbilleder osv., og han fik sine arbejder ganske anderledes betalte end de samtidige indfødte danske kunstnere. For et mindre billede: Frederik 5. til hest ridende gennem en triumfbue fik han således 200 rigsdaler , for en tiger i legemsstørrelse og for 3 små gule heste 618 rigsdaler .
De fleste af hans billeder var dog små og på kobber, som "Den kongelige familie", kabinetsstykke (1743). Da Frederik 5. 1748 approberede Nicolai Eigtved planer til en bedre indretning og drift af den danske kunstskole, blev Gerhard en af Akademiets 4 første ordentlige professorer. Som sådan virkede han, uden at der i øvrigt kan påvises spor af hans virken, til sin død, midt i 1748. Hans Hustru, Eva Louise, overlevede ham.